# Lažany (okres Liberec)
Lažany (německy Laschan) jsou obec v okresu Liberec v Libereckém kraji, několik kilometrů severozápadně od města Turnova. Administrativně přísluší do správního obvodu obce s rozšířenou působností Turnov, který má sídlo v sousedním okrese Semily. Obec má 70 domů a žije zde 246 obyvatel.

## Geografie
Lažany se nachází v nadmořské výšce kolem 286 m n. m. v úrodné krajině úvalu řeky Jizery. Střed obce je tvořen kotlinou, která je otevřena k jihu, severněji je pak nevysoké návrší zvané U Lipky, kkteré slouží jako vyhlídka do okolí vyhlídku do okolí.

## Historie a současnost
První písemná zmínka o osadě je z roku 1397. Původně se jednalo o typicky zemědělskou ves, která proslula pěstováním ovoce a zeleniny - kupříkladu známých lažanských okurek. Okolí dnešních Lažan je tvořeno ovocnými sady, ke kterým náleží termosklad na uskladnění ovoce, v obci se pak nachází moštovna s výrobou ovocných nápojů a koncentrátů.

## Pamětihodnosti
Mezi státem registrované památky patří kamenný kříž, který byl roku 2000 rekonstruován. Na okraji obce upoutá pomník místním obětem první světové války.

## Galerie

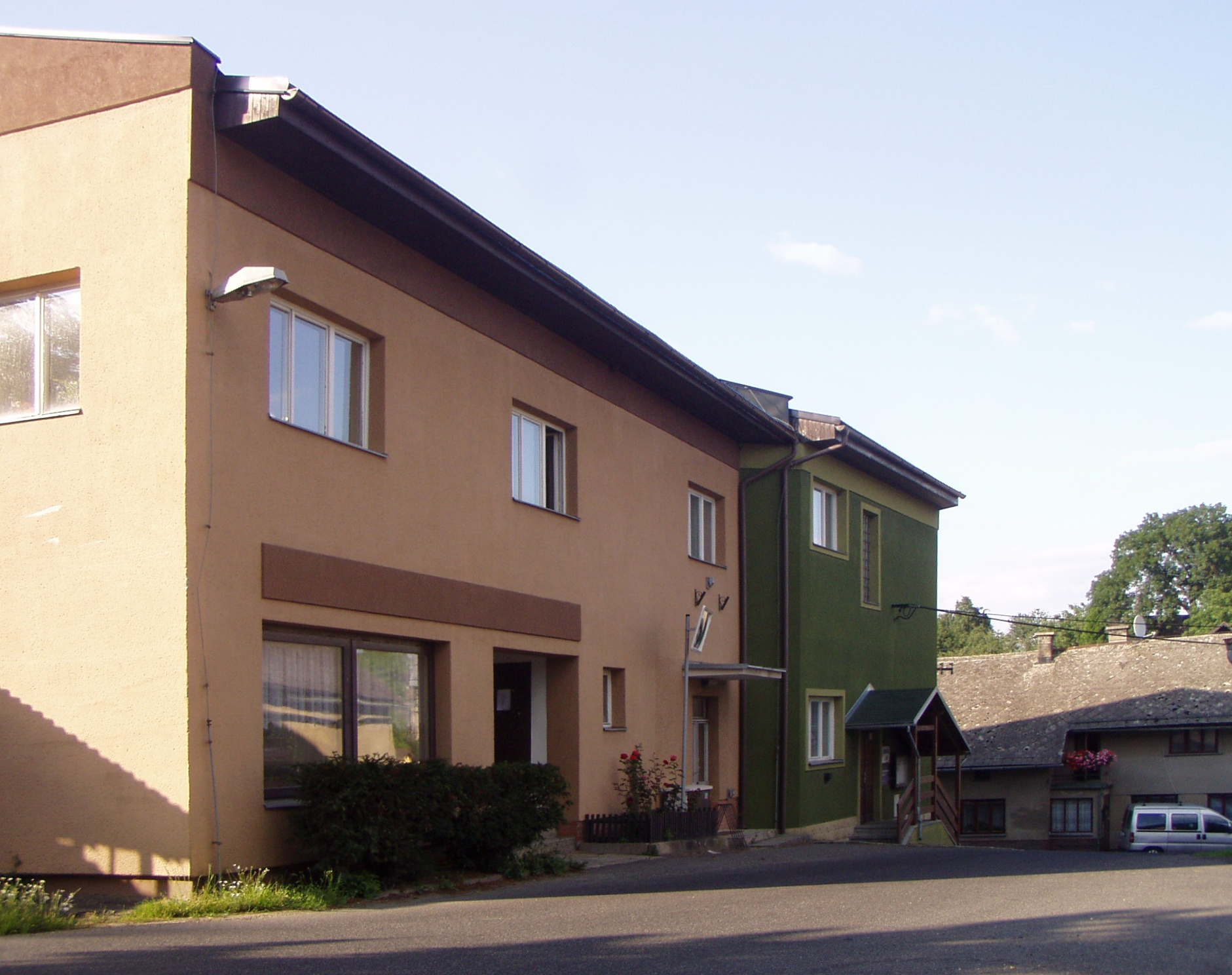
Obecní úřad
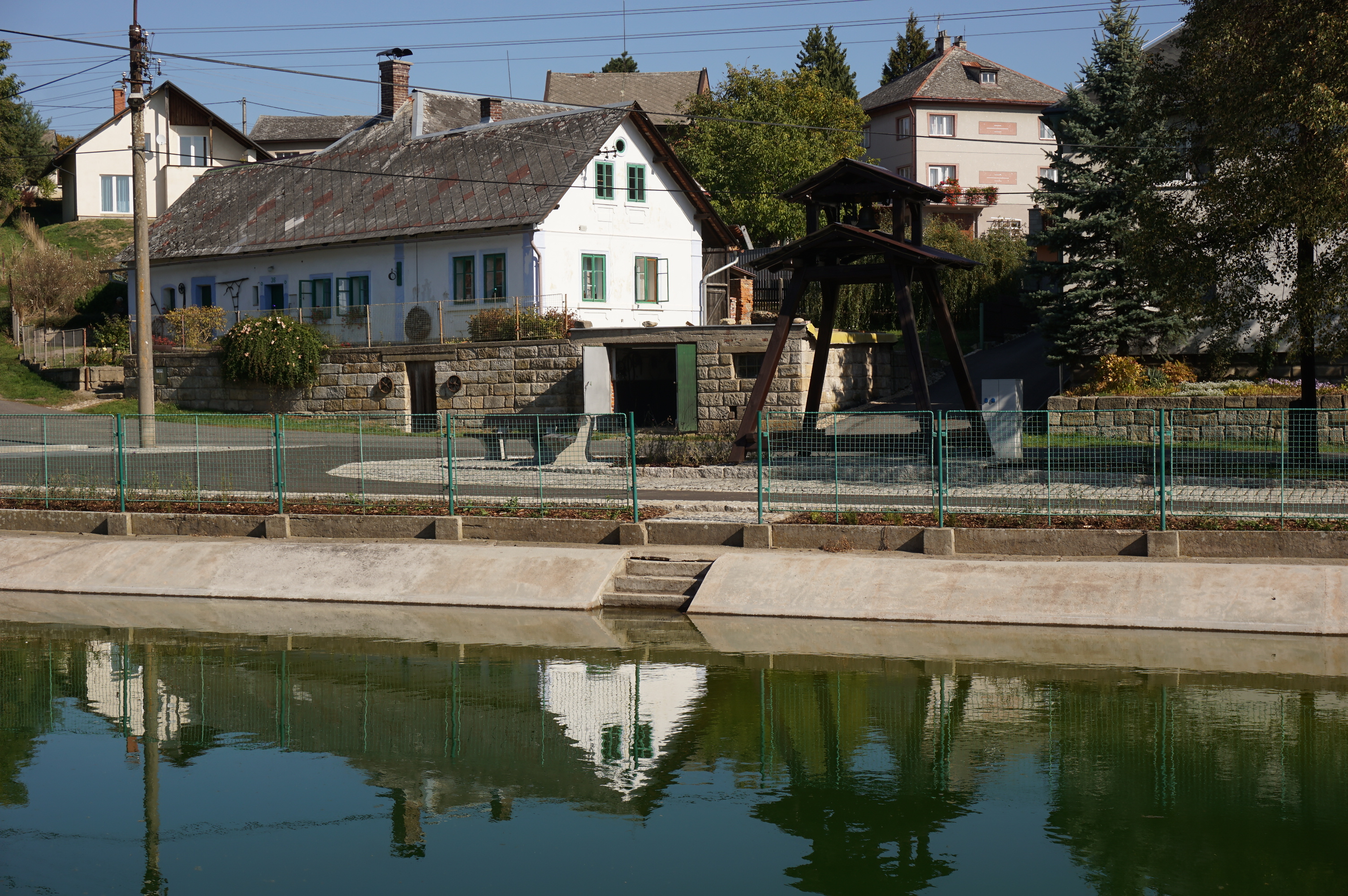
Návesní rybníček a chalupa čp. 36
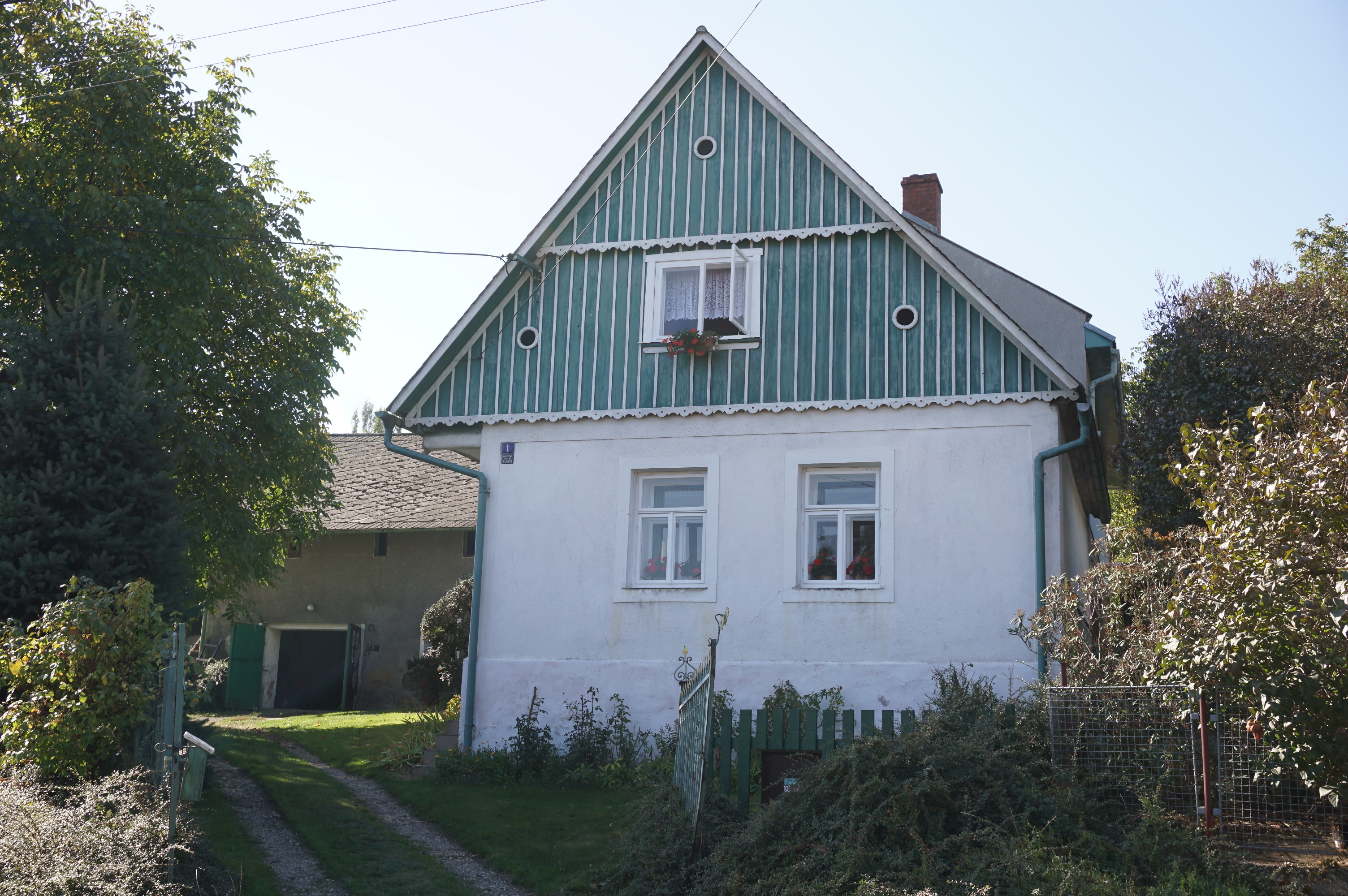
Roubené stavení čp. 1
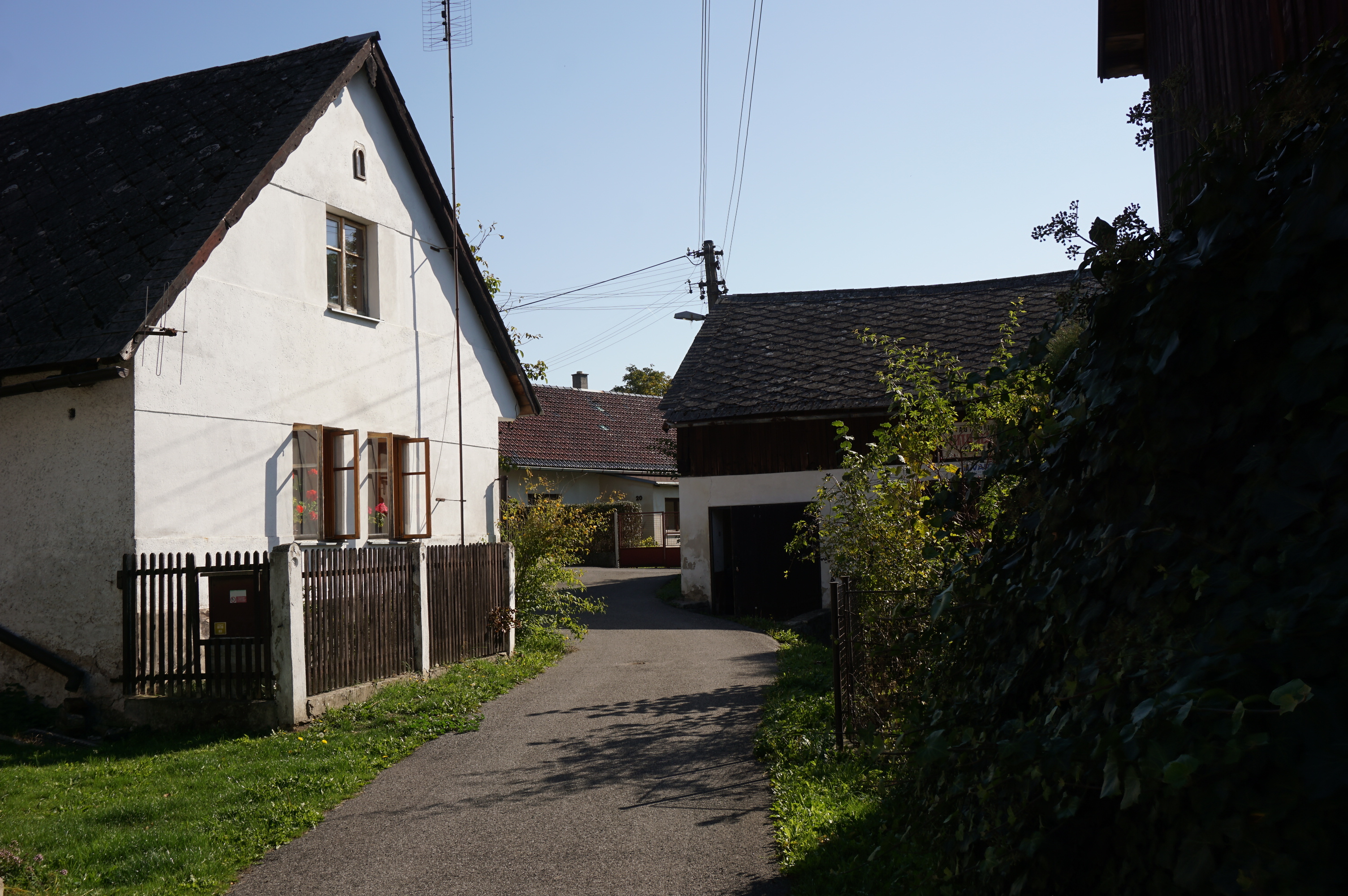
Ulička u stavení čp. 21
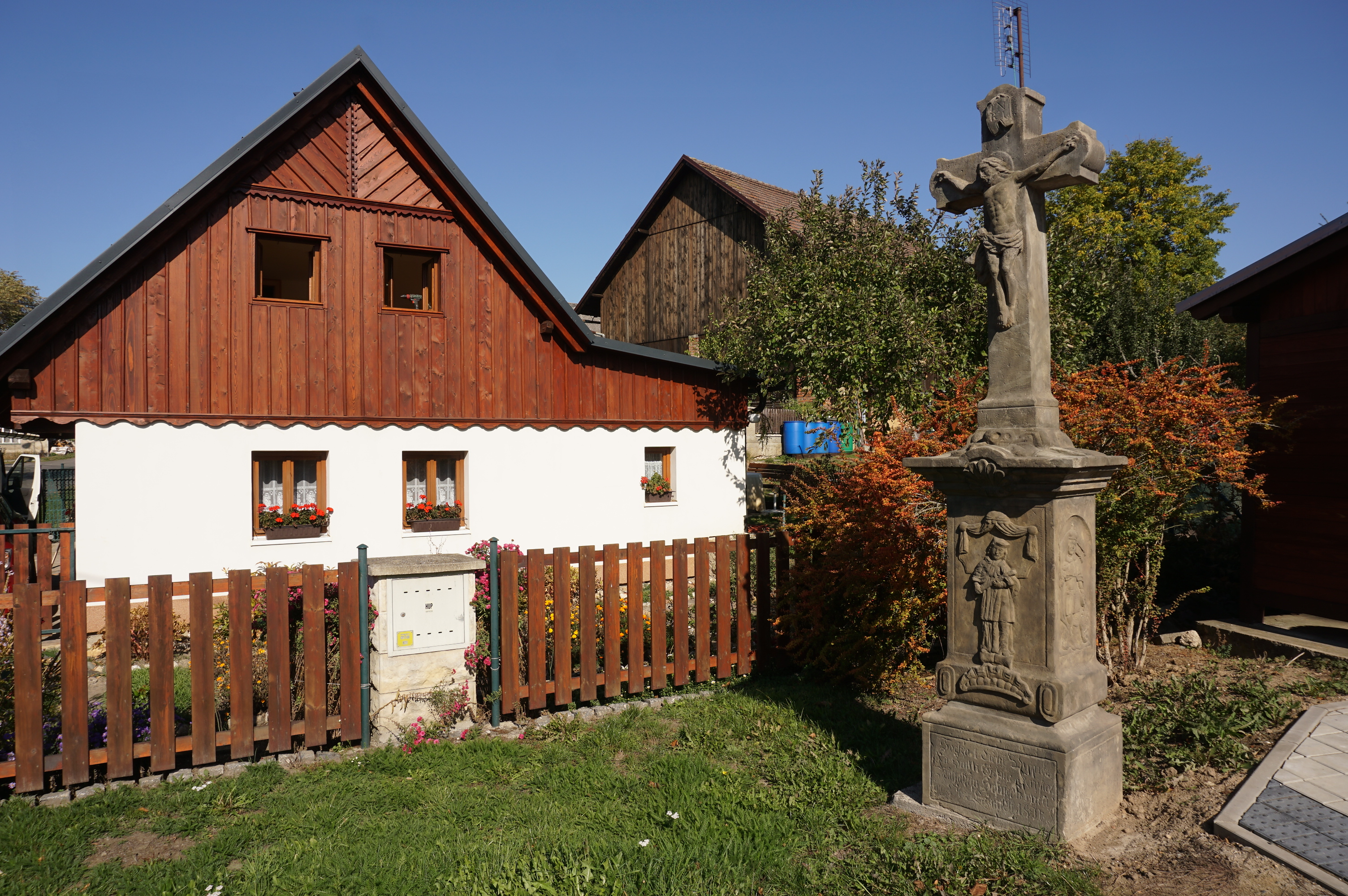
Památkově chráněný pískovcový kříž
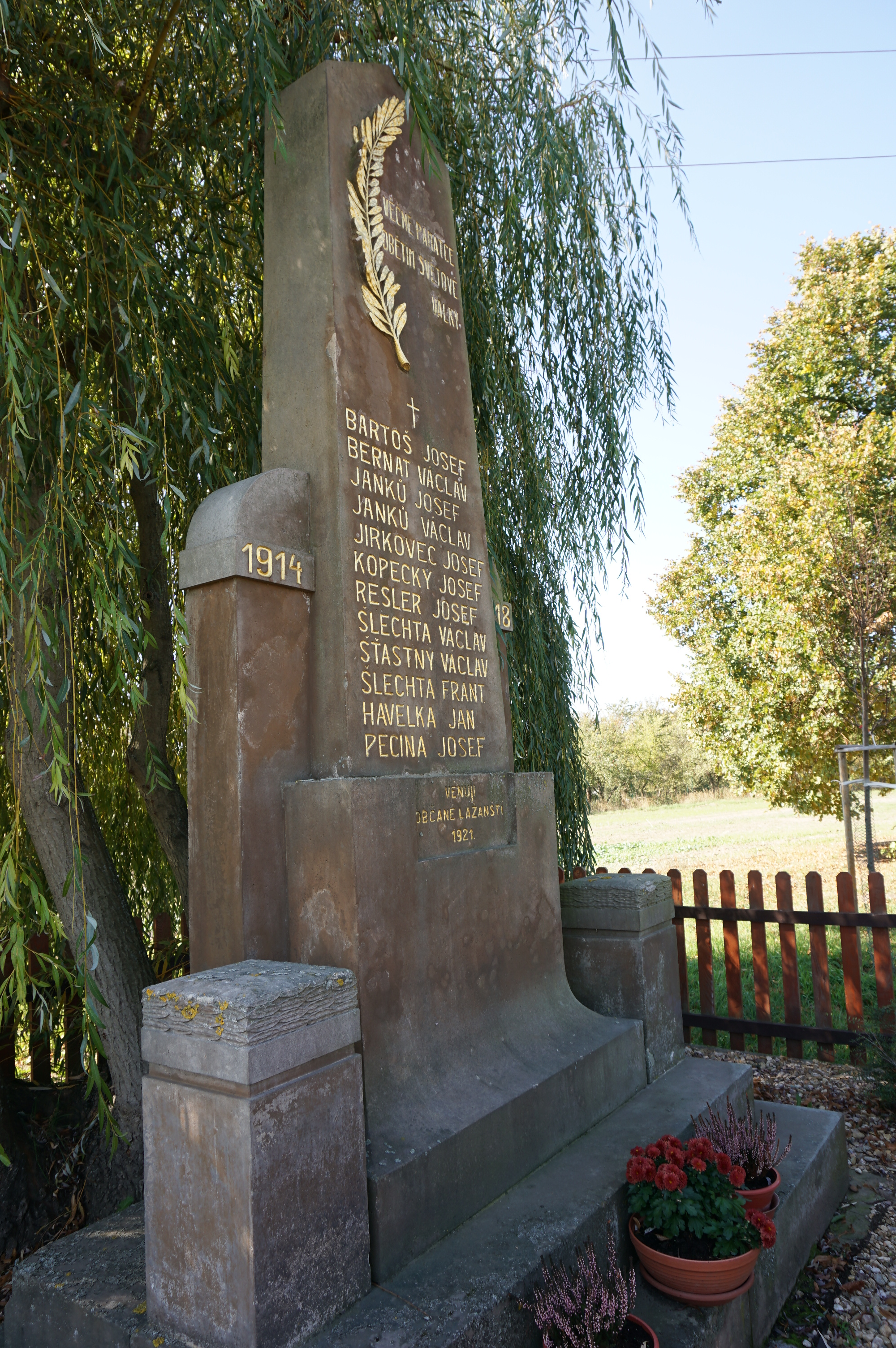
Pomník padlým u silnice do Ohrazenic